# Sint-Jozefbasiliek
De Sint-Jozefbasiliek (Engels: Basilica of St. Joseph) is een neoclassicistisch kerkgebouw in de Amerikaanse plaats Bardstown, Kentucky. Het is de oude kathedraal van het voormalige bisdom Bardstown, waarvan de bisschopszetel in 1841 verhuisde naar Louisville. 

## Geschiedenis
De eerste steen van de kerk werd op 16 juli 1816 gelegd. John Rogers, een architect uit Baltimore, mocht het ontwerp van de kerk leveren en de bouw begeleiden. In 1819 werd de eerste mis gevierd, maar er werd tot 1823 verder gewerkt aan het interieur. Veel schilderijen en decoratieve elementen voor het interieur in de kerk werden door Paus Leo XII en Lodewijk Filips I, koning van Frankrijk, geschonken. 
Tegenwoordig kan men om deze reden in de kerk nog altijd de werken van Murillo, Rubens, Van Dyck en anderen bewonderen. De Franse koning schonk eveneens liturgisch vaatwerk en de paramenten, waarvan sommige door de koningin en haar entourage werden geborduurd.

## Schilderijen van koning Lodewijk
- De kruisiging, Phillippe Van Bree
- Het martelaarschap van Sint-Bartholomeus, Rubens
- Nederdaling van de Heilige Geest, Van Eyck
- De gevleugelde Sint-Marcus, Van Dyck
- Sint-Pieter in de ketenen, Van Dyck
- Johannes de Doper, Van Dyck
- De hemelse kroning van de Maagd Maria, Murillo
- De aankondiging, Van Eyck
- Het onderwijzen van jongens, schilder onbekend

De schilderijen werden op 12 november 1952 gesloten en teruggevonden in april-mei 1953.

## Historisch belang
Het gebouw met een portico met zes ionische zuilen en het Griekse fronton is in zuiver neoclassicistische stijl opgetrokken. De proto-kathedraal is de eerste kathedraal ten westen van het Alleghenygebergte. In 1974 werd de kerk ingeschreven in het National Register of Historic Places. Paus Johannes Paulus II verhief de kathedraal in augustus 2001 in de rang van basilica minor.

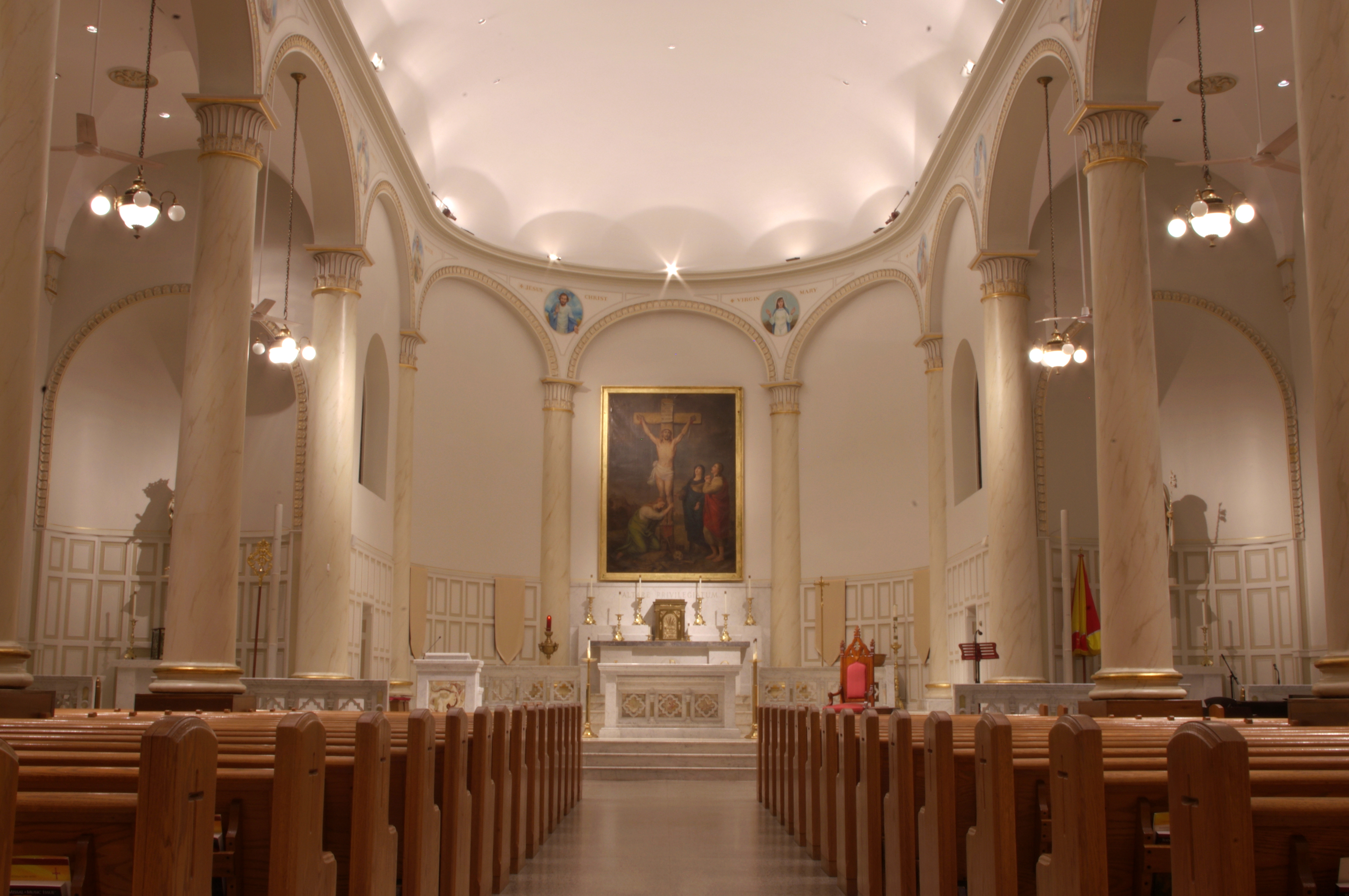
Interieur richting koor
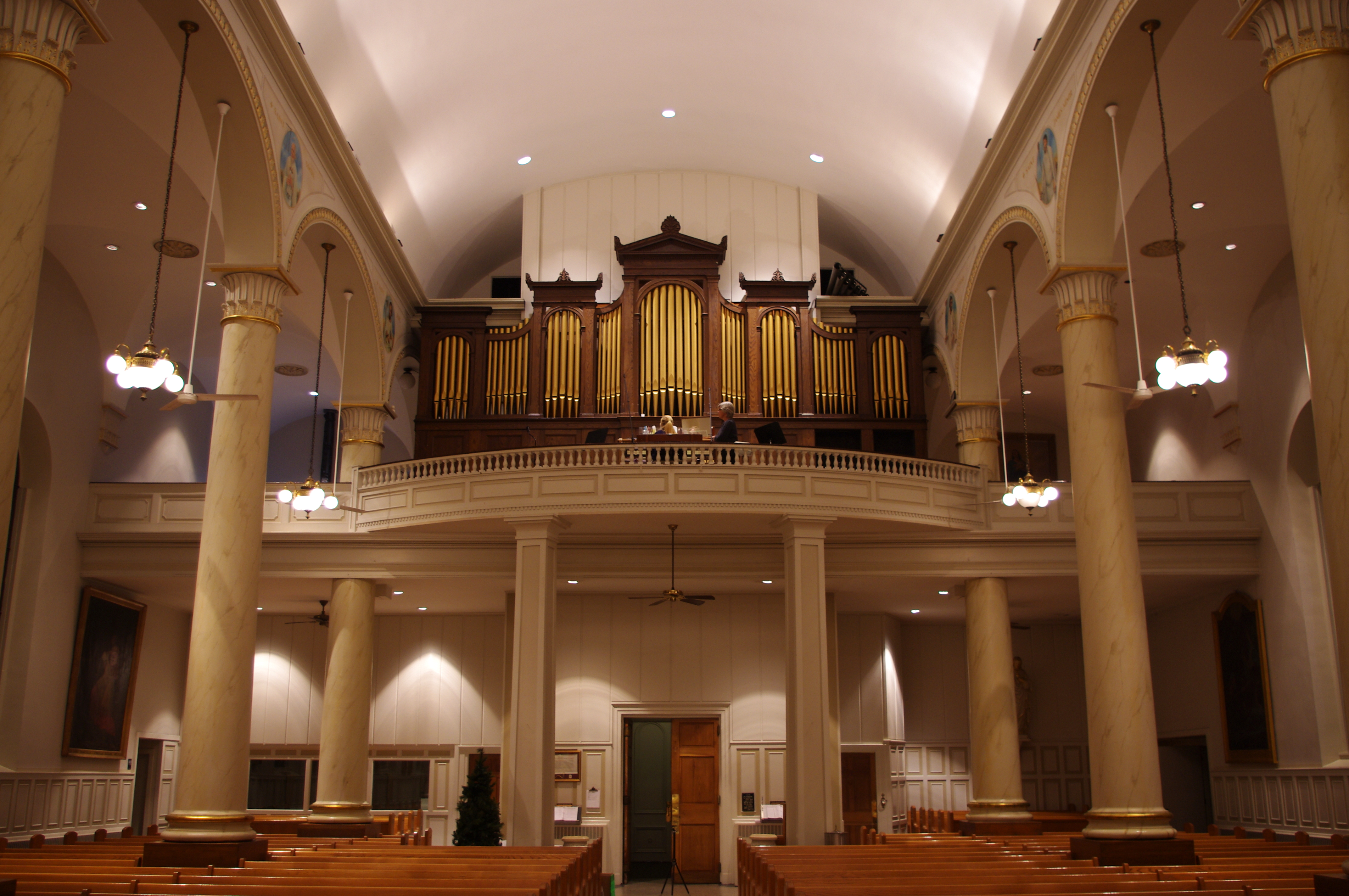
Interieur richting orgel